# Lavora ricanoides
Lavora ricanoides är en insektsart som beskrevs av Frederick Arthur Godfrey Muir 1931. Lavora ricanoides ingår i släktet Lavora och familjen Tropiduchidae. Inga underarter finns listade i Catalogue of Life.